# Diana von Versailles

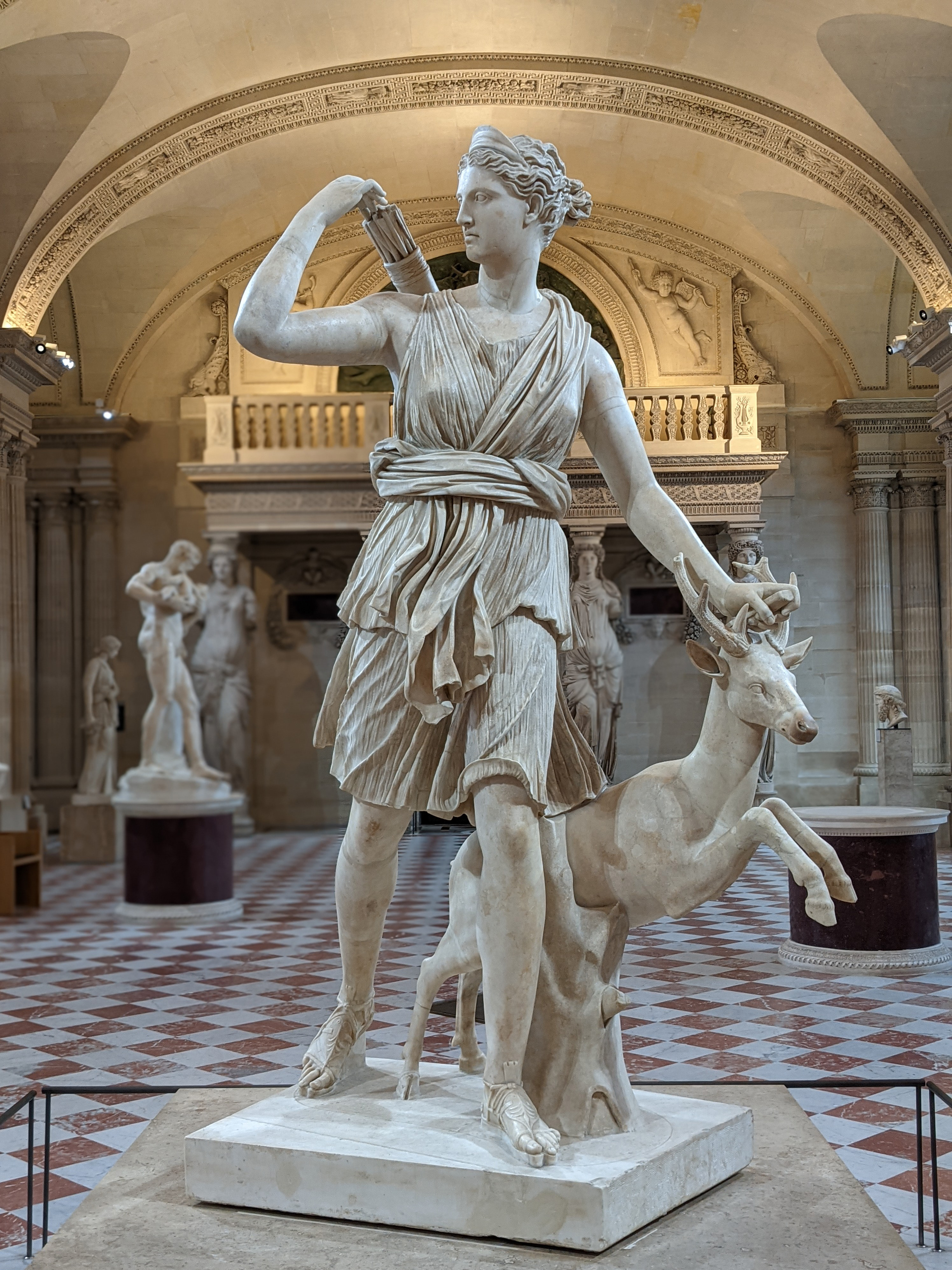
Die Statue Diana von Versailles in der Galerie des Caryatides im Louvre, die speziell für die Statue entworfen wurde.

Als Diana von Versailles wird eine etwas mehr als lebensgroße Statue aus Marmor der römischen Göttin Diana bzw. der griechischen Göttin Artemis mit einem Hirsch bezeichnet. Sie steht im Pariser Louvre in der Galerie des Caryatides, einem eigens für die Statue entworfenen Raum (Inventarnummer Ma 589). Es handelt sich dabei um eine römische Kopie hadrianischer Zeit (2. Viertel des 2. Jahrhunderts n. Chr.) einer verlorenen griechischen Bronzestatue aus der Zeit um 340–320 v. Chr., die Leochares zugeschrieben wird.

## Geschichte

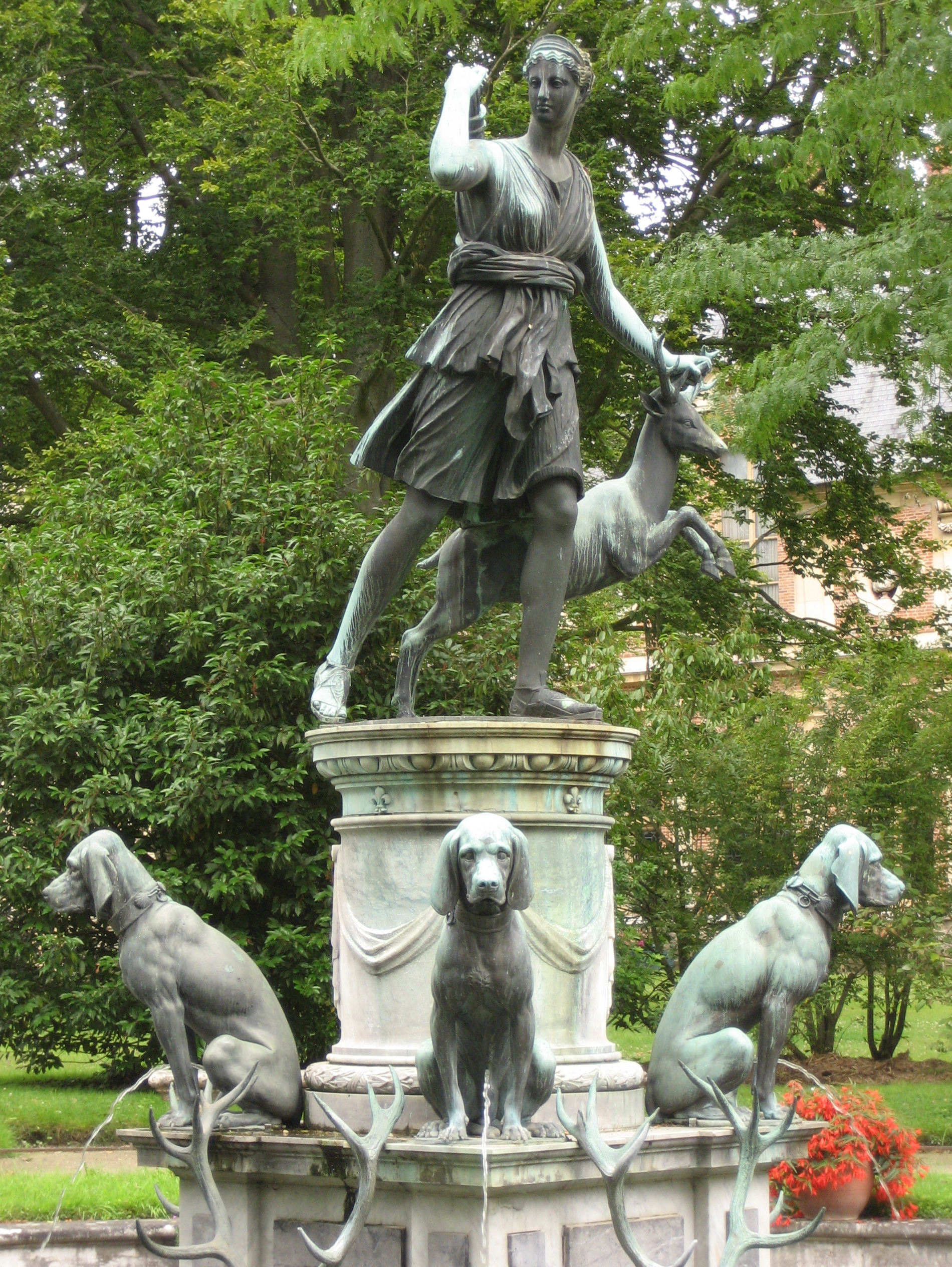
Eine Bronzekopie der Statue aus dem Jahr 1813 steht heute noch in den Gärten von Schloss Fontainebleau.

Die Statue wurde vermutlich im italienischen Nemi in einem antiken Heiligtum entdeckt. Andere Vermutungen gehen von der Villa Adriana in Tivoli als Fundort aus.
1556 wurde die Statue von Papst Paul IV. dem französischen König Heinrich II. geschenkt, als zwar subtile, aber dennoch deutlich erkennbare Anspielung auf die Mätresse des Königs Diana von Poitiers. Der König ließ die Statue als zentrales Objekt des Jardin de la Reine westlich der Galerie des Cerfs im Schloss Fontainebleau aufstellen, was sie zu einer der ersten römischen Skulpturen und zugleich zur prominentesten machte, die in Frankreich zu sehen waren. Sie erlangte daher als einzige der vor der zweiten Hälfte des 17. Jahrhunderts aus Italien exportierten Statuen einen mit den im Cortile del Belvedere oder in der Villa Borghese ausgestellten Meisterwerken vergleichbaren Ruf.
Im Jahr 1602 ließ Heinrich IV. die Statue in den Louvre umsetzen, wo sie in eine speziell dafür angefertigte Galerie, die Salle des Antiques (heute Salle des Caryatides), integriert wurde. Notwendige Restaurierungsarbeiten wurden vom französischen Bildhauer Barthélemy Prieur durchgeführt. 1605 goss er eine Bronzereplik der Statue, die im Schloss Fontainebleau auf einem von Tommaso Francini im Stil des Manierismus gestalteten Marmorsockel platziert wurde. Ihr beigestellt wurden bronzene Jagdhunde und Wasser speiende Hirschköpfe, die Pierre Briard 1603 geschaffen hatte. Das Arrangement wurde in einem Garten, der von einer Orangerie umgeben war, in Szene gesetzt. 1634 fertigte Hubert Le Sueur ebenfalls eine Bronzekopie der Statue für den Schwager von Ludwig XIII. Karl I. an, die heute im Windsor Castle zu sehen ist. Die Orangerie wurde Mitte des 19. Jahrhunderts von Louis-Philippe I. entfernt. Bereits zuvor war im Jahr 1813 die Statue durch eine weitere Bronzekopie, die auf das Jahr 1684 datiert wird, ersetzt und in die Galerie des Cerfs versetzt worden.
Ludwig XIV. ließ die Originalstatue in der Grande Galerie im Schloss Versailles aufstellen. Guillaume Coustou der Ältere fertigte 1710 eine Kopie aus Marmor für das Schloss Marly-le-Roi an. 1798 kehrte sie zur Zeit der Ersten Französischen Republik als eines der wertvollsten Besitztümer Frankreichs in den Louvre zurück und wurde 1802 von Bernard Lange, der bereits an der Venus von Milo gearbeitet hatte, restauriert.

## Beschreibung
Die Statue ist mit 2,01 m Höhe etwas überlebensgroß. Die Göttin wird in Gestalt einer Jägerin mit einem Hirsch dargestellt. Sie blickt nach rechts und ihr erhobener rechter Arm zieht einen Pfeil aus dem Köcher. Mit ihrer linken Hand hält sie – anders als bei einer flüchtigen Betrachtung zu vermuten ist – den Hirsch nicht am Geweih fest, sondern hält ein Stück eines Bogens. Sie trägt einen kurzen dorischen Chiton, ein Himation um ihre Taille und Sandalen.

## Weitere Statuen
Vom griechischen Original sind zahlreiche römische Kopien (etwa 25 Stück) erhalten, unter anderem aus Leptis Magna und Perge.
Eine miniaturisierte Kopie stand auf dem Kaminsims der Lounge der ersten Klasse auf der Titanic; 1986 entdeckte und fotografierte Robert Ballard die Statue auf dem Meeresgrund in der Nähe der Bugsektion des Wracks, konnte danach aber nicht wiedergefunden werden. 2024 wurde die Statue wiederentdeckt. Eine Kopie der Statue steht auch in der Bostoner Symphony Hall.